# Tomrefjord
Tomrefjord (eller Tomra) är en tätort och i Vestnes kommun i Møre og Romsdal fylke i västra Norge. Orten ligger vid fylkesväg 661, på östra sidan av Tomrefjorden.